# Fredericia (stacja kolejowa)
Fredericia - stacja kolejowa w Fredericia, w Danii. Znajdują się tu 4 perony.